# Pernod

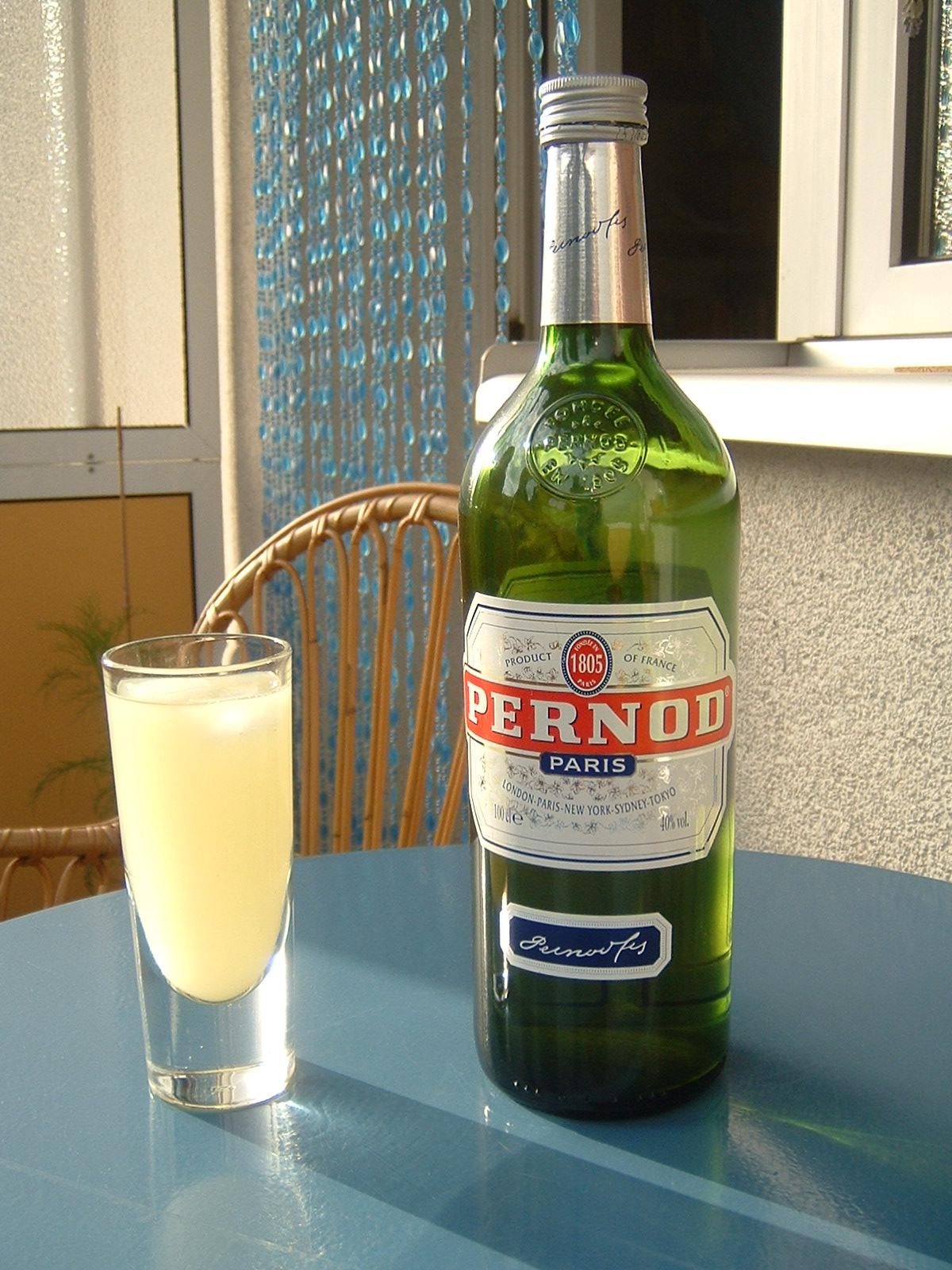
Pernod en vaso con agua.

Pernod es una marca de anís francés, siendo la más antigua del país, perteneciente a la empresa Pernod, filial del grupo también francés Pernod Ricard.
El Pernod no es técnicamente un pastis (otro típico anís francés), aunque a menudo se le denomina como tal, pues en realidad contiene muy poco regaliz. El licor debe su gusto a la destilación de la planta del anís, y no a su maceración. El producto es obtenido a partir de la especie de anís estrellado, del que se extrae un aceite esencial llamado anetol, que se mezcla con esencias aromáticas obtenidas por destilación, tales como la menta o el cilantro.

## Historia
Pernod fue una marca creada por Henri-Louis Pernod, que había fundado la empresa Pernod e Hijos cerca de la frontera suiza en 1805.
El licor actual es heredero del Pernod 45, comercializado por primera vez en 1938, coincidiendo con el lanzamiento de una nueva legislación francesa que permitía la venta de pastis y bebidas similares con graduación de hasta 45°.
Entre 1951 y 1954, Pernod comercializó un pastis etiquetado como Pernod 51, en referencia a su año de nacimiento (ya que los aperitivos anisados habían sido prohibidos en el mercado francés con anterioridad, pero se volvieron a autorizar en 1951). En 1954, Pernod rebautizó el producto con el nombre de Pastis 51, que entonces sólo se denominaba como 51.
En 1975, las empresas Pernod y Ricard se fusionaron para crear el grupo Pernod-Ricard.
Fruto de la experiencia, en 2001 Pernod lanza un nuevo anís espirituoso, Pernod con extractos de ajenjo, inspirado en la receta original del siglo XIX, que gozó de gran reputación, un licor sin azúcar con 68° y una tasa de tujona de menos de 10mg/l, que reúne las limitaciones legislativas francesas en vigor.
Entre 1959 y 1987, la empresa patrocinó el Super Prestige Pernod International, un reconocimiento que se otorgaba al mejor ciclista a nivel mundial.

## Consumo
El Pernod se consume tradicionalmente diluido con agua fría y hielo, pero también se utiliza como ingrediente en diferentes tipos de cóctel, como, por ejemplo, mezclado con vodka, con limonada y jarabe de grosella, o bien diluido con zumo de arándano, una bebida muy popular en Estados Unidos.